# 大皺蝽
大皺蝽（学名：Cyclopelta obscura）为兜蝽科皺蝽屬下的一个种。